# Se il teatro è pieno
Se il teatro è pieno è un album musicale di Franco Califano, pubblicato nel 1991.
La canzone Mezzogiorno è fa riferimento all'omonima trasmissione andata in onda su Rai 2 e condotta da Gianfranco Funari.

## Tracce
1. Quando la sera (Franco Califano, Sharade)
2. Spassiunatamente (Paolo Conte)
3. Mezzogiorno è (Franco Califano, Gianfranco Funari)
4. Se il teatro è pieno (Franco Califano, Sharade)
5. Un uomo grande (Franco Califano, Umberto Bindi)
6. Il parto in aeroplano (Franco Califano, Sharade)
7. La fedeltà (Franco Califano, Marcello Marrocchi, Giampiero Artegiani)
8. Si tà vuò scurdà (Paolo Conte)
9. È tutto inutile (Franco Califano, Cascapera)
10. La passione (Franco Califano, Frank Del Giudice, Roberto Dibì)